# Athamanie
L’Athamanie est une région de Grèce antique, dans l'Épire méridionale, sur le versant nord du Pinde, aux confins de l'Acarnanie. Ses habitants sont appelés Athamanians ou Athamanes (grec moderne : Ἀθαμάνες).

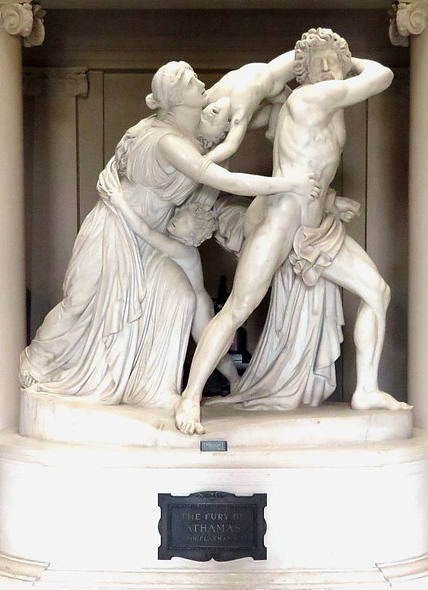
The Fury of Athamas est un groupe en marbre représentant le meurtre de Léarque par son père Athamas rendu fou par la déesse Héra. Il fut réalisé entre 1790 et 1794 par le sculpteur britannique John Flaxman. Elle est actuellement conservée à la Ickworth Hous et fait partie des collections du National Trust for Places of Historic Interest or Natural Beauty.

## Origines
Le nom viendrait du héros de la mythologie grecque Athamas (en grec ancien Ἀθάμας / Athámas), fils d'Éole, roi de Béotie, époux d'Ino. Athamas et Ino auraient été chargés par Hermès de protéger Dionysos pour le soustraire à la jalousie d'Héra, mais celle-ci les retrouve et les frappe de folie. Prenant son fils Léarque pour un cerf, Athamas le pourchasse et le tue. Contraint à l'exil serait allé demander conseil à l'oracle de Delphes qui lui  aurait conseillé de s'installer là où des bêtes sauvages l'inviteraient à leur repas. En Thessalie, il aurait croisé des loups qui dévoraient un mouton et qui s'enfuient à son approche. Il aurait alors fondé la cité d'Alos, devenant le roi de la contrée alentour qui prit son nom l'Athamantie. Le roi des Athamanes, Amynandros, utilisa, en 203 av. J.C., cette origine légendaire dans une lettre à la cité ionienne de Téos afin d'affirmer la grécité de son peuple qui était alors en débat dans le monde grec.

## L'Athamanie et ses alliances militaires auIVesiècleav. J.-C.
Resté largement absent des sources littéraires et épigraphiques, ce n'est qu'au IVe siècle av. J.-C. que le peuple montagnard des Athamanes sort de son anonymat. Bien que leur rôle soit secondaire et que leurs apparitions dans les sources littéraires soient anecdotiques, ils sont cités à plusieurs reprises dans le récit historique de Diodore de Sicile. Par trois fois l’auteur les place dans une énumération de peuples appartenant à la même aire géographique et intégrant une nouvelle alliance militaire. Ces quelques passages présentent l’activité diplomatique et militaire de ce peuple entre 395 et 323 et prouve qu'il n'était alors pas déconnecté du reste du monde grec.
Diodore écrit dans un premier temps qu’en 395, durant la guerre Béotique, qui précède la guerre de Corinthe, les Athamanes et leurs voisins Énianes quittent l’alliance de Sparte pour rejoindre le camp du Béotien Isménias. En 375, l'expédition victorieuse du stratège athénien Thimotée à Corcyre fait passer les Athamanes (et d'autres peuples épirotes) dans le camp des Athéniens. Puis, en 355, au cours de la troisième guerre sacrée, qui voit l’intervention de Philippe II de Macédoine dans les affaires des Grecs, les Athamanes rejoignent (avec les périèques de la Thessalie : les Énianes, la Doride, la Dolopie, l'Achaïe Pthiotis et la Magnésie) l’alliance de Thèbes contre celle des Phocidiens, d’Athènes et de Sparte. Enfin, on les retrouve une dernière fois lors de la guerre Lamiaque qui oppose le régent macédonien Antipatros à une partie de la péninsule grecque révoltée, au lendemain du décès d’Alexandre en 323. Les Athamanes sont de nouveau cités au côté des Enianes et des Dolopes, s’alliant cette fois avec Athènes et les Étoliens contre les Macédoniens.
Aucun de ces extraits ne s’intéresse à l’histoire des Athamanes, ils ne font que citer l’existence de ces derniers. Cependant ils nous donnent à penser que c'est probablement vers le début du IVe siècle que les populations pastorales perchées sur les hauteurs situées entre le territoire des Molosses et la plaine thessalienne s'organisèrent en koinon afin de pouvoir mieux s'affirmer face aux enjeux géopolitiques de la fin de l'époque classique au début de l'époque hellénistique.

## L'Athamanie et le royaume des Eacides (295-232)

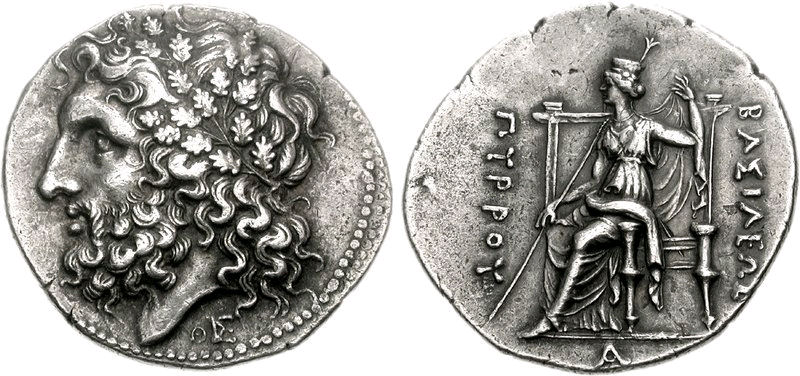
Pyrrhos 1er est un roi d'Epire de la famille des Eacides et un parent éloigné d'Alexandre III le Grand. Grand conquérant, il parvient à se faire céder de nombreux territoires, parmi lesquels l'Athamanie, par le roi antipatride, Alexandre V.

La disparition des Athamanes dans les sources à partir de 325 est probablement due à l'intégration de la région qu'ils occupent au territoire de la grande Épire du roi éacide Pyrrhos 1er à partir de 295.
Il est probable en effet, étant donné son emplacement géographique, son peuplement épirote et son intérêt géostratégique que la région fit partie des territoires épirotes du massif du Pinde cédés par Alexandre V de Macédoine à  Pyrrhos Ier en 295. Mais cette date sert surtout de convention puisque aucune source ne nous rapporte l’adhésion de l’Athamanie au royaume de l’Éacide. D’après Pierre Lévêque, « il faut croire que la liste des acquisitions de Pyrrhos sur la Macédoine donnée par Plutarque n’est pas exhaustive » car, si elle mentionne les régions frontalières de l’Athamanie au nord et au sud, elle ne cite jamais l’espace en lui-même. L’absence de documentation littéraire ou épigraphique nous empêche de bien connaitre la place de l’Athamanie dans le royaume épirote à partir de cette date ni même de savoir quel fut l’impact pour le territoire et la population athamane de son intégration au royaume des Éacides. Il nous est seulement possible d’imaginer que l’annexion de cet espace montagneux avait dû permettre à Pyrrhos de consolider la frontière de son royaume avec la Thessalie tout en lui permettant, au besoin, d’avoir accès à une route rapide bien que dangereuse entre Ambracie, dont il avait fait sa capitale, et la plaine thessalienne. Ce contrôle de voie de communication devait être alors important pour le Molosse. Cela lui permettait en effet de devenir le seul maître des passages terrestres entre la Grèce continentale et la mer Ionienne étant donné que la route reliant la Macédoine à l’Épire, dans la région située entre le nord de l’Athamanie et le sud de la Tymphaia, était  tombée la même année sous son contrôle. Cependant à part ces quelques suppositions sur l’intérêt logistique qu’aurait pu représenter la domination de l’espace athamane par les rois éacides il n’est pas possible d’aller plus avant sur le terrain du sort réservé à l’Athamanie entre 295, année de la possible annexion par Pyrrhos, et 232, date de la chute du pouvoir éacide en Épire.

## Le royaume athamane, entre la Macédoine de Philippe V et Rome dans le tournant duIIesiècleav. J.-C.
L’Athamanie connaît à la fin du troisième siècle un véritable âge d'or sous l’impulsion de l'ambitieux roi Amynandros et de son Philos Philippe de Mégalopolis.
Largement absente des sources littéraires qui traitent du premier siècle de l'époque hellénistique, c'est sous la forme d’une royauté que l'Athamanie renaît en 221 sous la plume de Polybe. La couronne athamane est alors déjà bien implantée dans la région et a tissé des liens diplomatiques forts avec ses voisins. Polybe présente le roi Amynas d'Athamanie comme un parent de Skerdilaïdas d'Illyrie, le régent du royaume Ardéiens de Pinnes. Toujours d'après l'historien grec c'est lui qui devait organiser la rencontre de Naupacte qui devait voir s'allier (pour bien peu de temps) les stratèges de la confédération étolienne et le royaume d'illyrie. C'est tout ce qui nous est parvenu de ce personnage mais on voit, de par sa politique d'alliance, que le jeune monarchie athamane a très vite su créer son réseau diplomatique en s'accordant avec les puissances émergentes de Grèce Occidentale.
D'après les rares sources épigraphiques dont disposent les historiens concernant la monarchie athamane, le règne d'Amynas aurait été suivi par celui d'un roi du nom de Théodoros. Une datation du commencement de son règne ne peut être établie avec certitude. Il n’apparaît que dans deux inscriptions. La première est une lettre à la cité ionienne de Téos, reconnaissant l'Asilya et l'Aphorologesia du sanctuaire de Dionysos, la seconde est une liste de Théorodoques de Delphes. Peut-être faut-il aussi voir en lui le fondateur de la cité de Theudoria mentionnée par Tite-Live. Son absence des sources littéraires montre que même durant son règne, dont on ne sait rien par ailleurs, c'est probablement Amynandros qui fut le garant de la politique internationale. Son nom est associé à celui de Théodoros sur les deux documents épigraphiques. Bien qu'il ne soit pas désigner par le titre royal, Amynandros est le seul considéré comme roi par la documentation littéraire.
À partir de la première guerre de Macédoine, la route contrôlée par les Athamanes, qui relie le golfe d'Ambracie à la plaine thessalienne, devient un axe circulatoire majeur des conflits en Grèce centrale. Conscient de la situation géostratégique de son royaume et des risques que celle-ci peut représenter, le roitelet Amynandros parvient, grâce à une habile politique étrangère, à devenir l'interlocuteur des puissances de son époque. En profitant d'alliances de circonstance avec Philippe V de Macédoine, les Etoliens, les Romains ou Antiochos III, il parvient à étendre le territoire de son royaume aux dépens de tous ses voisins. Principale voie d’accès terrestre entre les façades occidentale et orientale de la Grèce, l'Athamanie se retrouve placé au cœur des enjeux géopolitiques de son temps. Cette nouvelle situation lui permet un âge d’or éphémère, entre 221 et 189. 

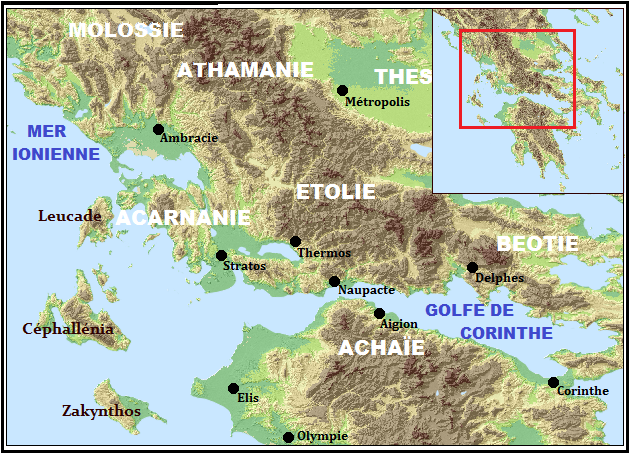
Le golfe de Corinthe dans l'antiquité

Alors qu'il n'est même pas encore roi, la vente d'un droit de passage à Philippe V permet à Amynandros d'acquérir l'île de Zakynthos. La richesse de l'île était bien connue, d'après ce que rapportent divers auteurs. La possession de l'île constitua probablement un revenu important pour la monarchie athamane qui justifiait les dépenses dues à son occupation par des mercenaires à la solde du roi. De plus elle permettait à ses alliés étoliens, commandant  l'île voisine de Képhalénia, de contrôler l'entrée dans le golfe de Corinthe.
Entre 209 et 205, Amynandros, dans une apparente politique de neutralité, participe aux conférences de Phalara, d'Aiginion et de Phoiniké. Il faisait alors partie des ambassadeurs qui, venus de tout le monde grec venaient défendre la cause de la paix. C'est certainement au cours de la conférence de Phoiniké qu'il rencontra le légat romain Sempronius Taditanus qui devait, cinq années plus tard, être envoyé comme ambassadeur en Athamanie pour convaincre le roi de soutenir Rome si un éventuel conflit devait éclater entre la république romaine et le royaume de Philippe V de Macédoine. Durant cette période, des interventions auprès du roi de Macédoine en faveur des Étoliens permirent aux Athamanes de se voir octroyer un pséphos (suffrage) à Delphes. Comme le rappelle François Lefèvre, la confédération Étolienne qui contrôlait le sanctuaire depuis le passage de Brennos en 279 av. J.-C. pouvait se permettre d'en distribuer à ses alliés.
A une date incertaine autour de 205 av. J.-C., Amynandros épouse Apama de Mégalopolis. Elle est la fille d'un certain Alexandre, macédonien en exil à Mégalopolis. Celui-ci revendiquait une parenté avec les Argeades. Cette parenté, bien que critiquée par Tite-Live et Appien, n'était pourtant pas inenvisageable pour certains contemporains. Ce mariage peut servir à Amynandros à justifier sa place dans la diplomatie du monde grec. À cette époque, Philippe de Mégalopolis, le frère d'Apama, devient gouverneur de l'île de Zakynthos pour le compte d'Amynandros.
Le rapprochement entre Rome et Amynandros, marqué par l'ambassade en Athamanie de l'an 200, montre que la diplomatie romaine dans le monde grec mutent après la paix de Phoiniké. Rome ne s’attache plus seulement aux amitiés qu’elle avait entretenues avec l’Étolie ou Pergame par le passé. La présence de la cour d'Amynandros et d’Athènes sur l’itinéraire de l’ambassade romaine de Sempronius Taditanus montrent au contraire que Rome développe son influence et son système d’alliances, bien qu'elle se heurte d’abord au souvenir négatif qu’elle avait laissée dans les mémoires des Grecs après la première guerre de Macédoine. Amynandros parvient à ramener dans l'alliance de Rome les Étoliens, qui s'étaient sentis abandonnés par elle durant la première guerre de Macédoine. De plus ce partenariat permet au romains de profiter de la route d'Ambracie en 198 av. J.-C. pour se ravitailler dans le golfe. Bien qu'elles furent complètement passées sous silence dans l’œuvre de Plutarque, les relations entre flamininus et Amynandros font du roi des Athamanes un interlocuteur indispensable de la diplomatie en Grèce durant la deuxième guerre de Macédoine. C'est d'ailleurs lui qui le premier est invité à parler durant la conférence de paix de Tempée en 197 av. J.-C. L'apogée de ces relations conduisent même le roi des Athamanes à Rome en 198 av. J.-C. ce qui fit de lui le premier roi à entrer dans les murs de la ville depuis la chute de Tarquin le Superbe. L'alliance avec Rome permit à Amynandros de conserver tous les territoires qu'il avait pris sur Philippe V durant la guerre. Gomphoi et son synœcisme comme une partie de la vallée du Sperchios intégrèrent son royaume.
La guerre antiochique rompt pour un temps les bonnes relations entre le roi d'Athamanie et Rome. Convaincu par le parti anti-macédonien de la confédération étolienne et par son philos, Philippe de Mégalopolis, Amynandros embrasse le parti d'Antiochos III en 192. La guerre tourne court pour le roi des Athamanes. Bien qu'il arrivera vite à soumettre l'ouest de la Thessalie et une partie de la Perrhèbie, il est chassé de son royaume par Philippe V. Forcé, pendant deux ans, de se réfugier à Ambracie, Amynandros ne reconquiert son royaume qu'avec l'aide des Étoliens en 189.
Retournant dans l'alliance de Rome, Amynandros est l'un des principaux artisans de la reddition d'Ambracie, ville importante de la confédération étolienne. Seul allié de Rome en qui les citoyens de la ville aient confiance, il est autorisé par consul romain Marcus Fulvius Nobilior à entrer dans la ville. Ses qualités de négociateur lui permettent de mettre fin au long siège de la ville. Les Ambrakiotes finissent par la livrer aux Romains. Cet événement marque la fin de la guerre antiochique en Grèce. Après la reddition d'Ambracie Amynandros d’Athamanie disparaît des sources autant littéraires qu’épigraphiques. Son règne aura été marqué par une période faste pour l'Athamanie, laquelle prit fin dès la disparition de ce roi.